# Ново Село (Брод)
Ново Село је насељено мјесто у општини Брод, Република Српска, БиХ. Према прелиминарним подацима пописа становништва 2013. године, у насељу је живјело 982 становника.

## Становништво
| Националност       | 1991.          | 1981.          | 1971.          |
| Хрвати             | 2.771 (93,83%) | 2.761 (95,73%) | 2.872 (90,22%) |
| Срби               | 69 (2,33%)     | 69 (2,39%)     | 289 (9,07%)    |
| Муслимани          | 3 (0,10%)      | 2 (0,06%)      | 0              |
| Југословени        | 63 (2,13%)     | 50 (1,73%)     | 14 (0,43%)     |
| остали и непознато | 47 (1,59%)     | 2 (0,06%)      | 8 (0,25%)      |
| Укупно             | 2.953          | 2.884          | 3.183          |

| Демографија | Демографија | Демографија |
| Година      | Становника  | Становника  |
| ----------- | ----------- | ----------- |
| 1948.       | 2.496       |             |
| 1953.       | 2.493       |             |
| 1961.       | 2.677       |             |
| 1971.       | 3.183       |             |
| 1981.       | 2.884       |             |
| 1991.       | 2.953       |             |
| 2013.       | 982         |             |

## Извор
- Књига: „Национални састав становништва — Резултати за Републику по општинама и насељеним мјестима 1991.", статистички билтен бр. 234, Издање Државног завода за статистику Републике Босне и Херцеговине, Сарајево.